# Та-Дмейрек
Та-Дмейрек (мальт. Ta' Dmejrek) — высочайшая точка государства Мальта высотой 253 метра над уровнем моря. Фактически является самой высокой частью холмов Дингли, где также расположена деревня Дингли. Вершина расположена на юго-западном побережье острова Мальта — крупнейшего острова Мальтийского архипелага.

## История
Первоначально, высшей точкой плато считалась вершина на западе деревни Дингли с высотой 232 метра над уровнем моря. Затем самой высокой точкой обозначили вершину на юго-востоке с высотой 235 метров, а впоследствии её переместили еще южнее, к капелле Магдалены (241 метр). Впоследствии, положение самой высокой точки меняли еще несколько раз, и в конечном итоге, стали считать самой высокой точкой вершину Та-Дмейрек, которая была расположена в 2.7 километрах от первоначального места. Та-Дмейрек является самой высокой естественной вершиной Мальты: имеющие бо́льшую высоту курганы в карьерах, расположенные на плато, появились уже в результате человеческой деятельности.